# Nagyvárad templomai

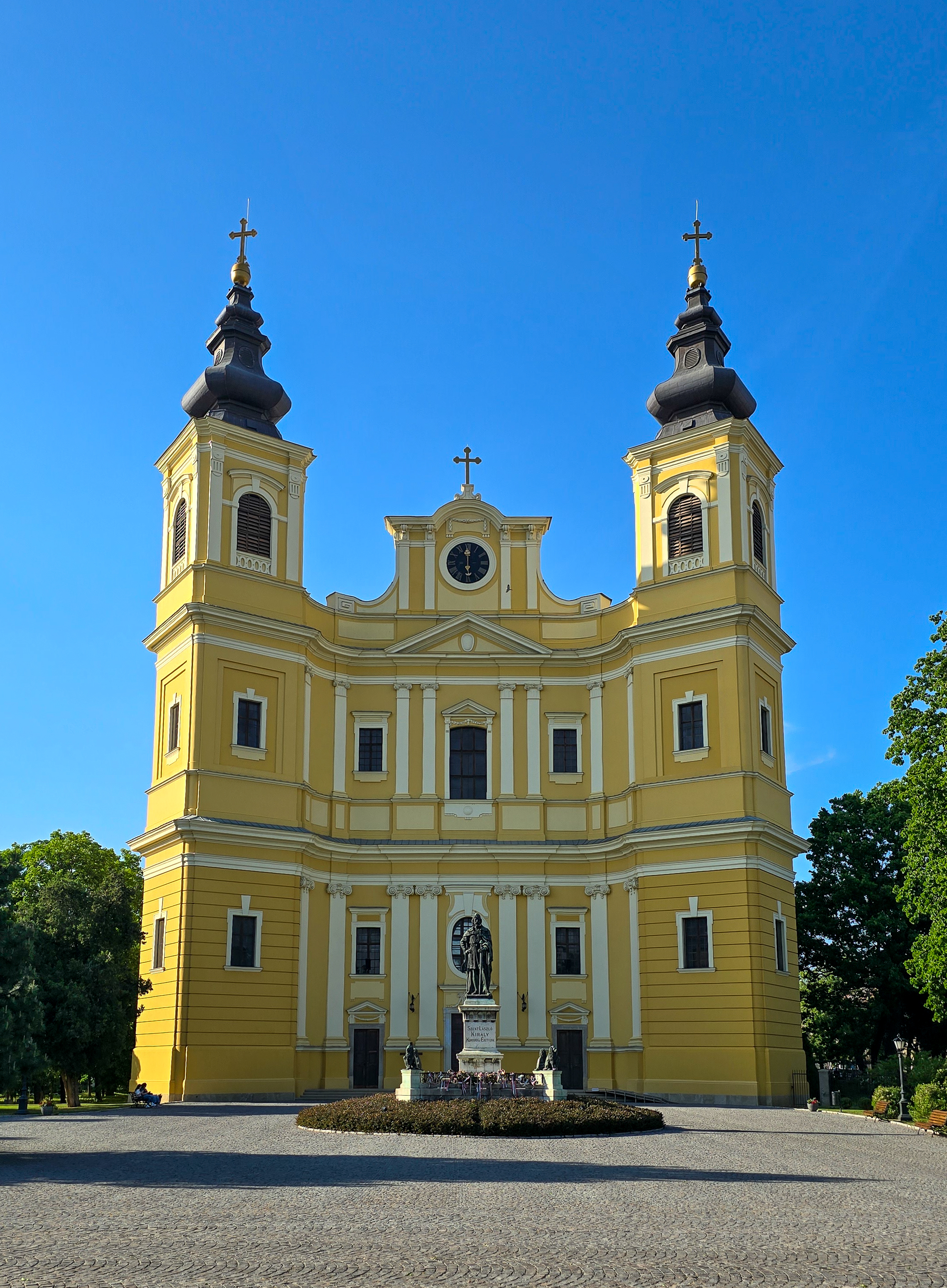
A római katolikus székesegyház

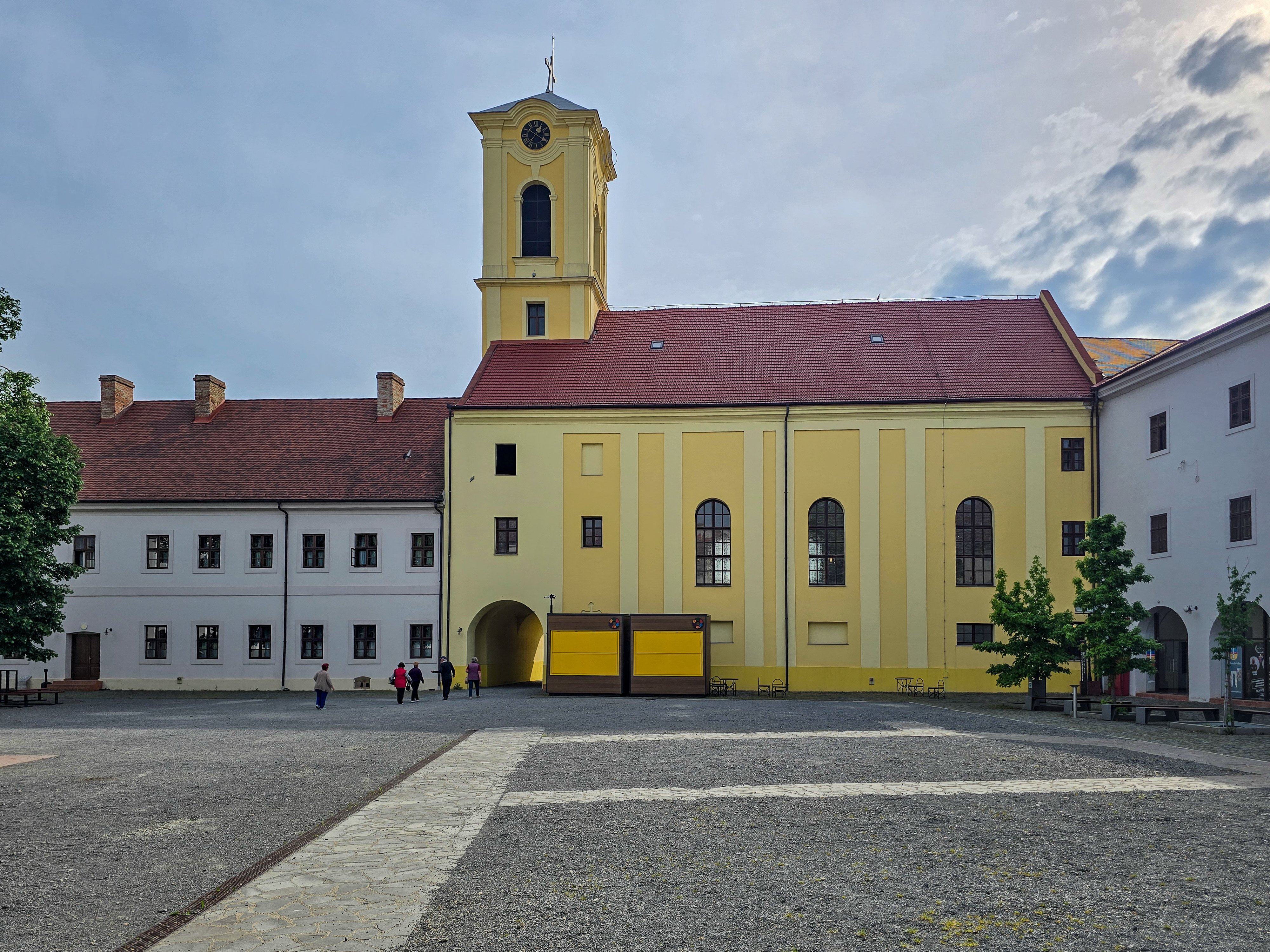
A vár temploma

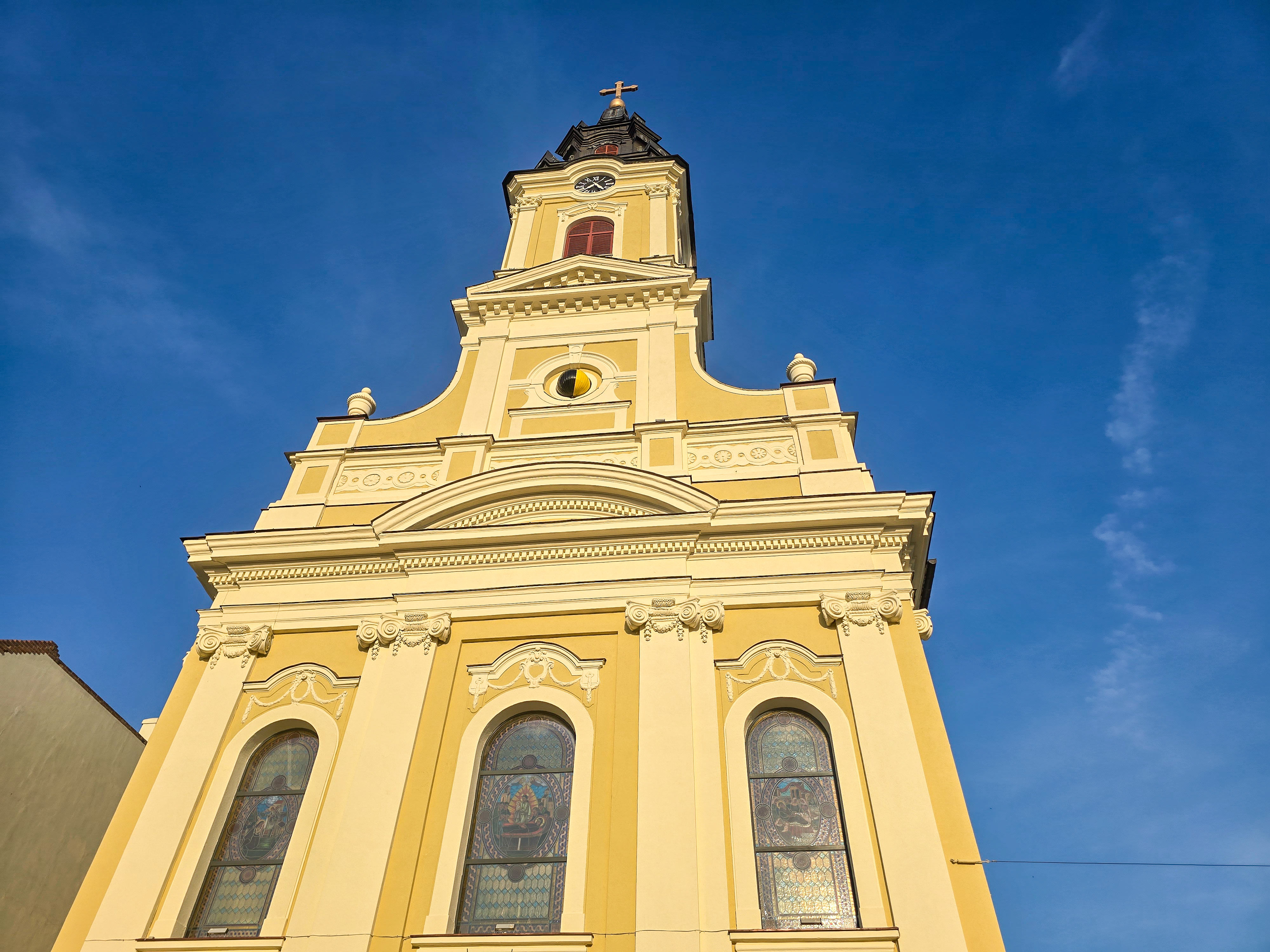
A Holdas-templom homlokzata, középen a Hold állását jelző szerkezet

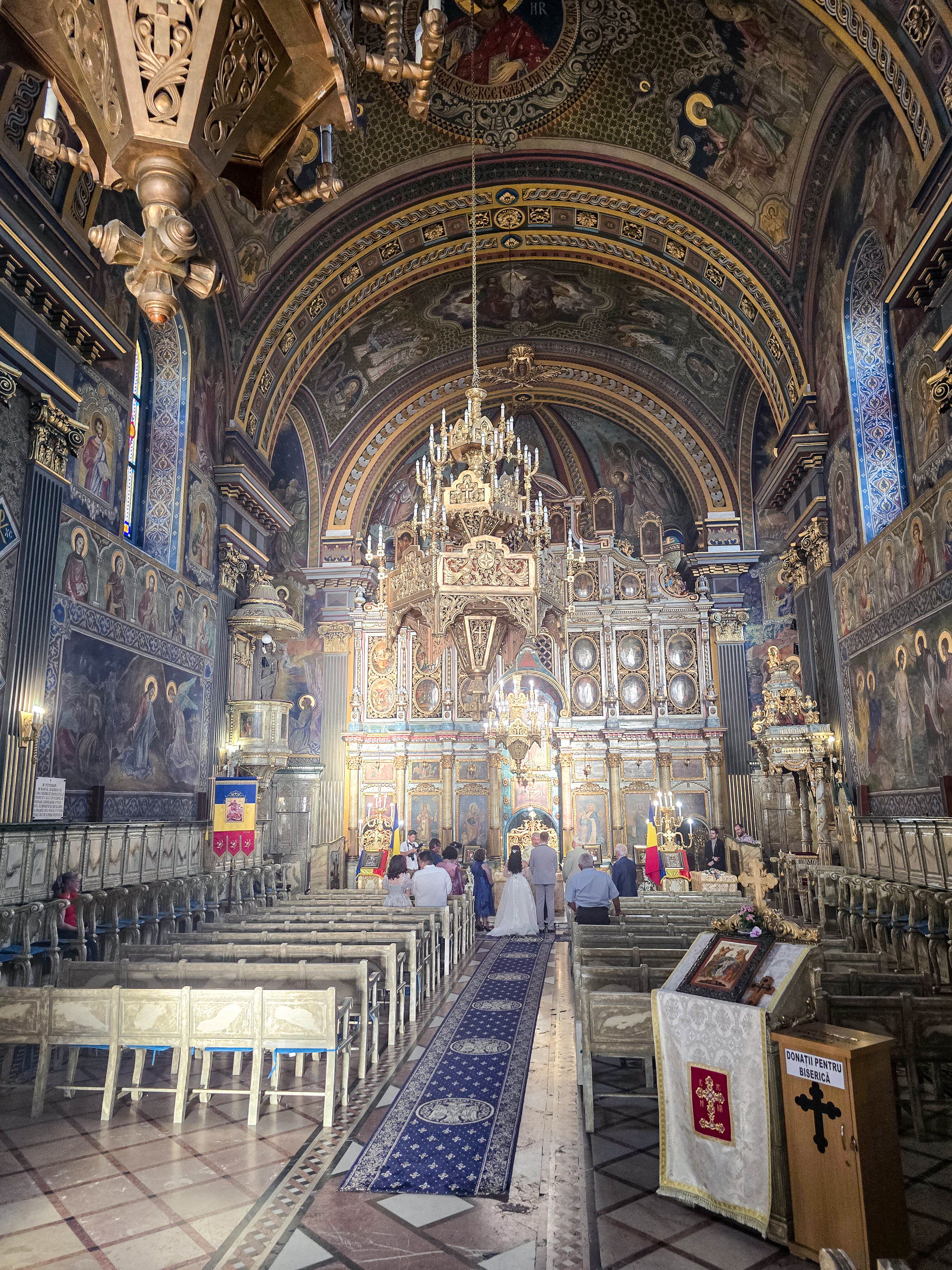
A Holdas-templom belső képe

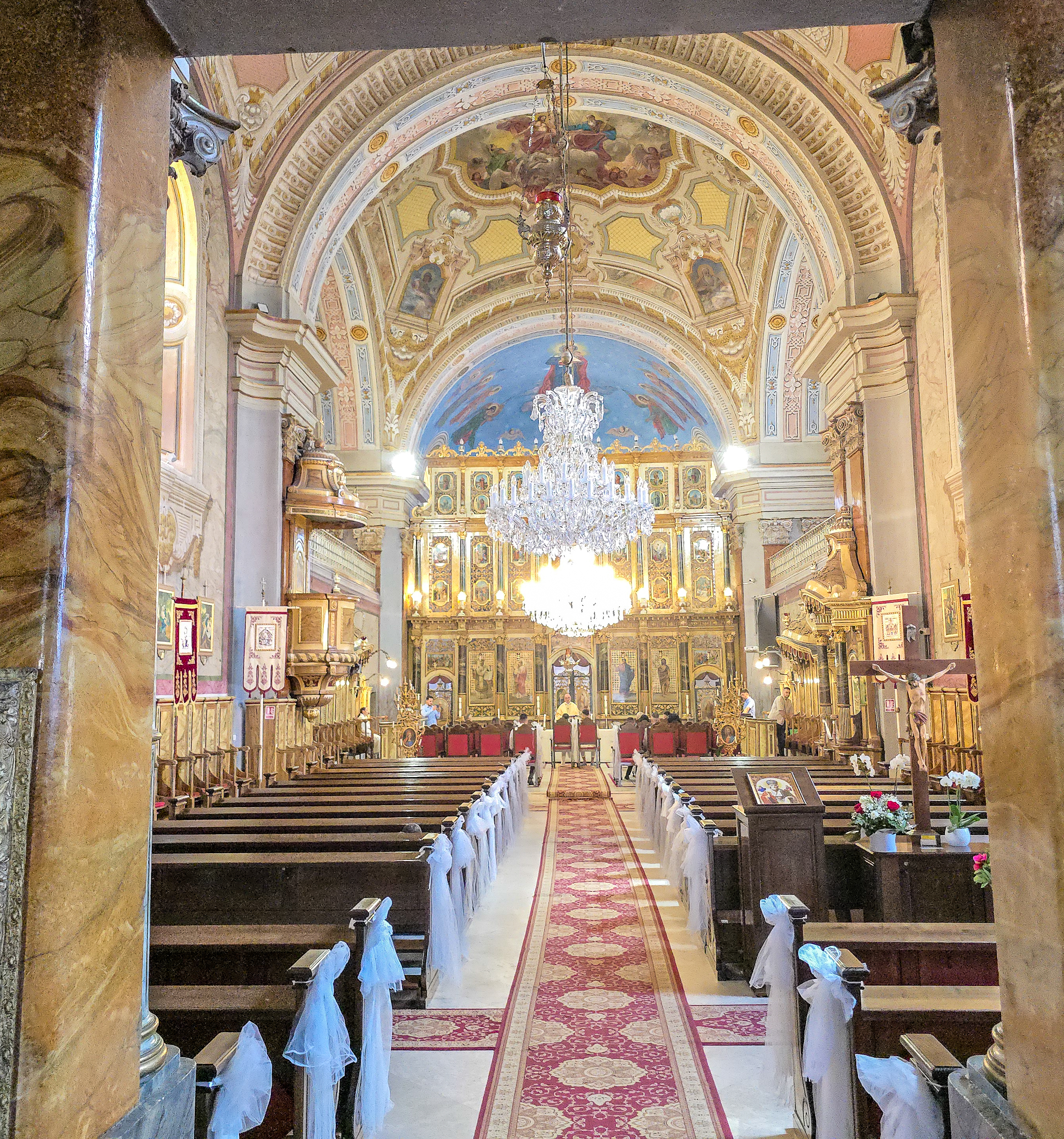
A Szent Miklós görögkatolikus székegyház belső képe

Nagyvárad műemlékeinek többsége templom. Ezeket itt bővített listában soroljuk fel felekezetek szerint. Azokat a templomokat, amelyekről bővebb leírásunk van, egyenként ismertetjük.

## Római katolikus templomok
- Váradújvárosi Szent László-plébániatemplom. Az utolsó tatárdúlást követően 1717 és 1733 között épült fel, gróf Csáky Imre esztergomi kanonok, váradi püspöki működése alatt. A templom tornya 1790-ben készült el. Az 1964ben a román kommunista hatalom le akarta rombolni, de május 18-ától kezdve a város magyarsága és az apátplébános, Ópalotai János élő láncot alkotva éjjel-nappal védték a templomot, dacolva a román titkosszolgálat fenyegetéseivel. Végül lerombolni nem merték ugyan, de sok embert hosszú börtönévekre ítéltek,[1] vagy plébánosát elhelyezték. Évtizedekig Dászkál István volt a plébánosa, majd a premontrei rend prépostja Budai Márton székesegyházi kanonok.
- Vártemplom. Eredetileg a vár déli szárnyán állt a templom, mely az északkeleti szárnyon kapott helyet az 1775–76-ban történt teljes átépítés alkalmával. 1836-ban a templom tűzvész martalékává lett, majd Lajcsák Ferenc püspök építtette újra. 1875-től katonai raktárként fungált. Az impériumváltást követően, 1925-től ortodox román templomként működött. Észak-Erdély visszacsatolásakor, 1940-től ismét római katolikus magyar templom lett, de 1945-ben a román hatóságok megtiltották a használatát. A templomot raktárként használta a román katonaság. Az 1989-es fordulatot követően, Tempfli József püspöksége alatt a templomot felújították, belső díszítését pótolták és ismét rendeltetésszerűen, szlovák római katolikus templomként működik.
- Nagyváradi római katolikus székesegyház, amit Szent II. János Pál pápa basilica minor rangra emelt. Alapkövét Forgách Pál püspök tette le, 1752. május 1-jén, az építkezést 1779. december 8-án fejezték be, és 1780. június 25-én gróf Kollonich László püspök szentelte fel. Orgonája Mária Terézia adománya. A székesegyház híres karnagya, aki misét is komponált a későbbi Bánás László püspök volt. Itt őrzik Szent László király hermáját, mellszobrát, amelyet dr. Schlauch Lőrinc váradi bíboros készíttetett 1893-ban. Ebben található díszes kazettában Szent László koponyacsontja. Minden év húsvét utáni 5. vasárnap van a Szent László-ünnepség. A székesegyház kriptájában nyugszik többek között: Bunyitay Vince, Fraknói Vilmos, Ipolyi Arnold, Rómer Flóris, Kalatay Ferenc, Dászkál István, Nemecsek József teológiai tanár, nagyprépost, székesegyházi kanonok.
- A Fájdalmas Szűz tiszteletére szentelt premontrei templom, a pálos rend egykori barokk temploma
- Az Irgalmas Rend temploma, 1754 körüli építése Gyöngyösy György kanonok (1735-1760) nevéhez kapcsolódik (Miseri templom)
- Váradolaszi Szentlélek kiáradása plébániatemplom (Barátok temploma)
- Szent László Koldusápoló és Fiúgyermek menedékház kápolnája
- Várad-velencei Szűz Mária szeplőtlen fogantatása plébániatemplom (innen kapta a nevét a Templom-tér)
- Őssi Kis Szent Teréz plébániatemplom
- Biharpüspöki Szent Lőrinc-plébániatemplom
- Szent őrangyalok kápolna
- Az Orsolya-rend Szent Anna temploma, 1774. október 29-én szentelték fel. A barokk stílusban épült templom homlokzatát Szaniszló Ferenc püspök idején és Győrffy László nagyprépost anyagi támogatásával gótikussá alakították át. A bejárattól balra márványtábla áll e felirattal: „Ezen vonásig emelkedett a kiáradt Körös vizének magassága 1851. aug. 13-án”. Kriptájában nyugszik Szenczy István alapító kanonok.
- Rogériuszi Szent József-plébániatemplom
- Katalin telepi Csodásérmű Szűzanya-plébániatemplom
- Kapucinus (Sarlós Boldogasszony) plébániatemplom
- Szőllősi Szentháromság-plébániatemplom
- Szent Brigitta-templom. A Katolikus Püspökség átengedte az ortodoxoknak, így jelenleg román ortodox templomként működik.

ELPUSZTULT RÓMAI KATOLIKUS TEMPLOMOK
- Kálvária-kápolna. Épült 1839–40-ben, építésze Barthel György. 1938-ban egy földcsuszamlás következtében megrongálódott, az akkori politikai viszonyok között helyrehozása nem volt lehetséges, így 1955-ben lebontották. Helyén ma a Gomba vendéglő áll…
- A Nogáll János-féle Szent Vince-kápolna 1896-ban épült. Az államosított volt vincés intézet szomszédságában magasodó kápolnát a román hatalom nem bírta elviselni, így 1986-ban felrobbantották.
- A Szent József Intézet kápolnája (a volt Szaniszló Ferenc utca 11. sz. alatt - ma Eminescu utca)
- Az Immaculata Intézet kápolnája (a volt Teleki – ma Városháza utcában)

## Református templomok
- Várad-Újvárosi (kéttornyú) református templom, Szász József tervei alapján 1835-1853 között épült klasszicista stílusban, tornyai 1872-ben készültek el. Keleti tornyában található a város legnagyobb harangja, a 36 mázsás Kóla-harang. Nagyvárad legnagyobb református temploma (befogadóképessége kb. 700 fő).
- Várad-Olaszi templom – a város legrégebbi református temploma. Tervezője Éder Jakab, tornya id. Rimanóczy Kálmán munkája.
- Várad-Réti templom- a templomot belsőleg gyönyörű fából faragott tárgyak és burkolat (többek között a szószék is ilyen) diszítik. Tervezője a város szülötte,Szeghalmy Bálint.
- Várad-Velencei templom
- Biharpüspöki templom – Nagyvárad egyik legrégebbi épülete, és legrégebbi temploma
- Őssi templom
- Csillagvárosi templom
- Várad-Szőllősi templom
- Várad-Rogériuszi templom - a város legújabb református temploma, egyben Nagyvárad legnagyobb református egyházközségének hajléka. Tervezője a helyi építész, Pafka Ernő.

## Evangélikus templom
- Evangélikus-lutheránus templom. A Tudor Vladimirescu (Körös) u. 26. szám alatt levő telken a nagyváradi evangélikus közösség 1811-ben építtette fel első kápolnáját, amelyet a századfordulóra a gyülekezet kinőtt. A régi kápolna helyén, 1902 és 1903 között építették fel a Pecz Samu által tervezett háromtornyú, egyhajós, neogótikus stílusjegyekkel rendelkező templomot. A templom bejárata felett egy rozetta, az oltár körüli részben pedig az adakozó családok nevével jelzett ólomüveg ablakok díszítik az épületet.

## Baptista templomok
- Nagyvárad Belvárosi Magyar Baptista Gyülekezet
- Emanuel baptista templom (román)
- Rogériuszi baptista imaház (vegyes)
- Biharpüspöki magyar baptista  imaház
- Betlehem baptista gyülekezet (magyar)

## Zsinagógák
- Ortodox zsinagóga. Eklektikus stílusban épült 1890-ben, tervező Bach Nándor, kivitelező Knapp Ferenc
- Neológ zsinagóga (Kossuth, ma Independentei utca), 1878-ban szentelték fel. Tervezője Búsch Dávid, kivitelezője id. Rimanóczy Kálmán. A csodálatosan szép belső díszítés Horovitz Mór munkája. Az eklektikus stílusú templom ma kulturális központként látogatható.
- Teleki utcai, Achvas Rein zsinagóga – sokáig raktárként használták, mára felújították, a váradi zsidóság múzeuma kapott benne helyet.

## Görögkatolikus templomok
- Szent Miklós katedrális (Catedrala Sfântul Nicolae)

## Ortodox templomok
- Holdas-templom. Tervező építésze Éder Jakab, kivitelezője Joann Lins. Alapkövét 1784. november 9-én rakták le, 1790-re készült el. Az oromzat közepébe a Hold változását ábrázoló gömb került, amelyet egy különleges szerkezet működtet, készítője Georg Rueppe.

## Képek

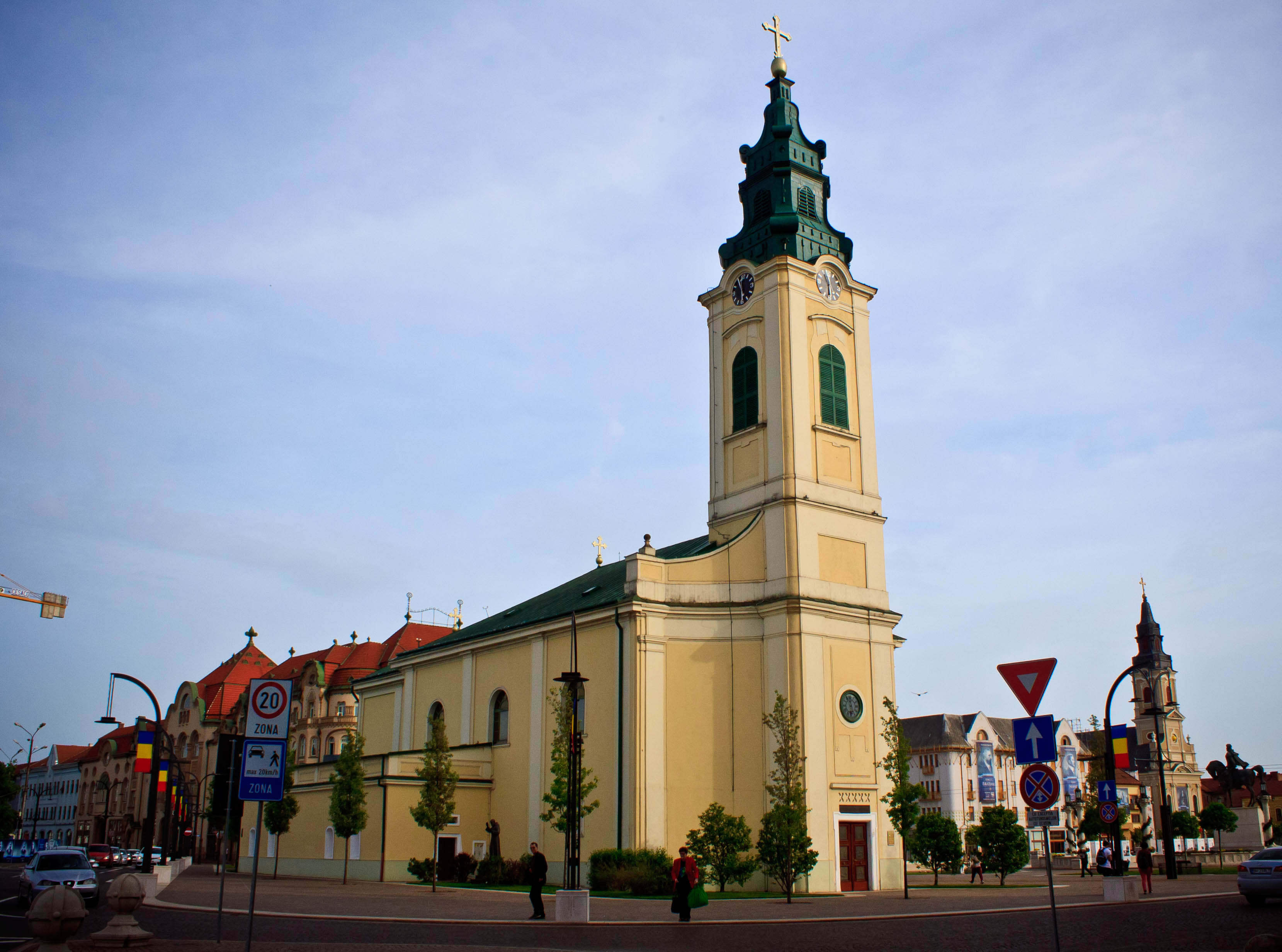
Szent László-templom
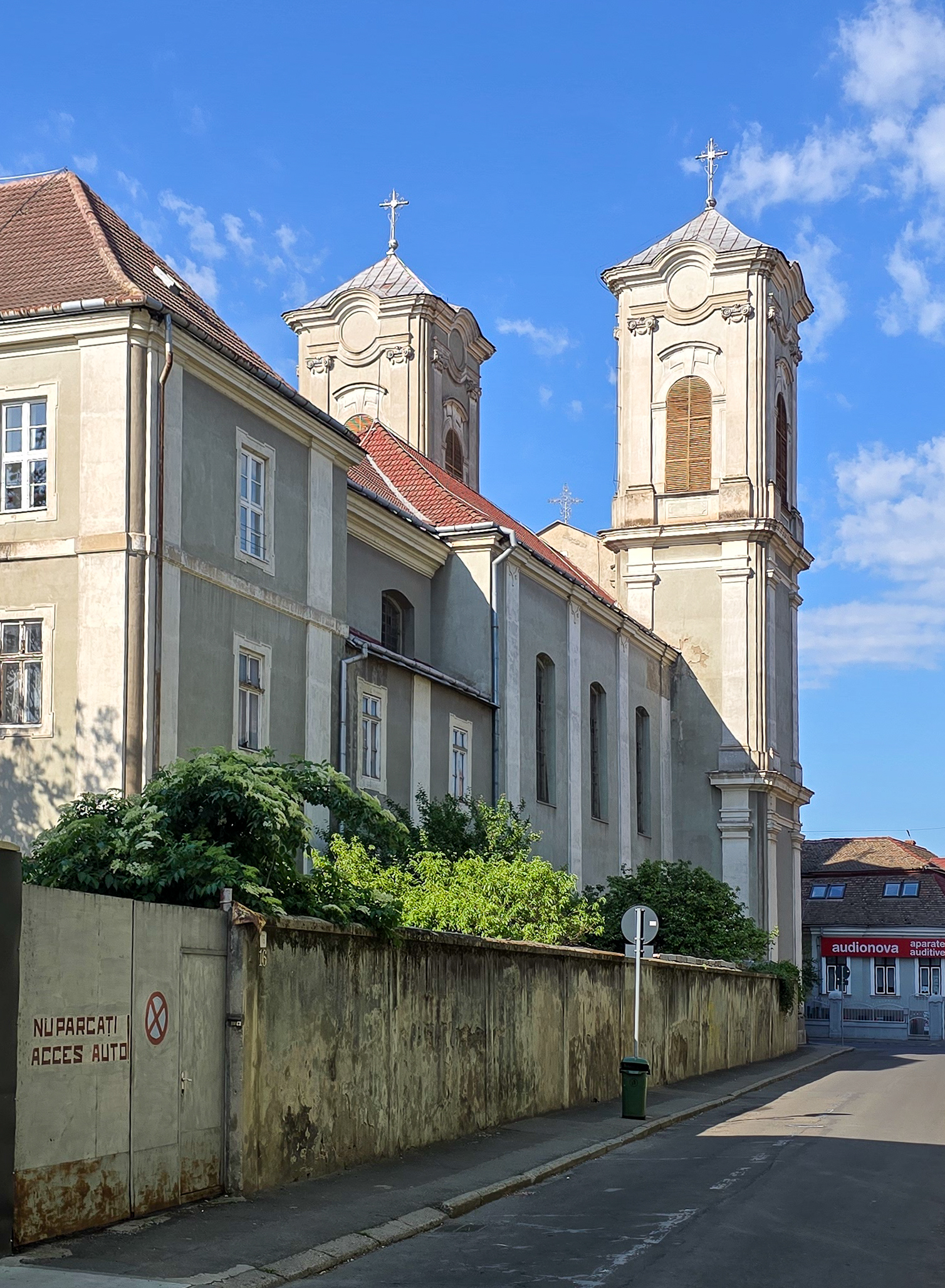
Premontrei templom
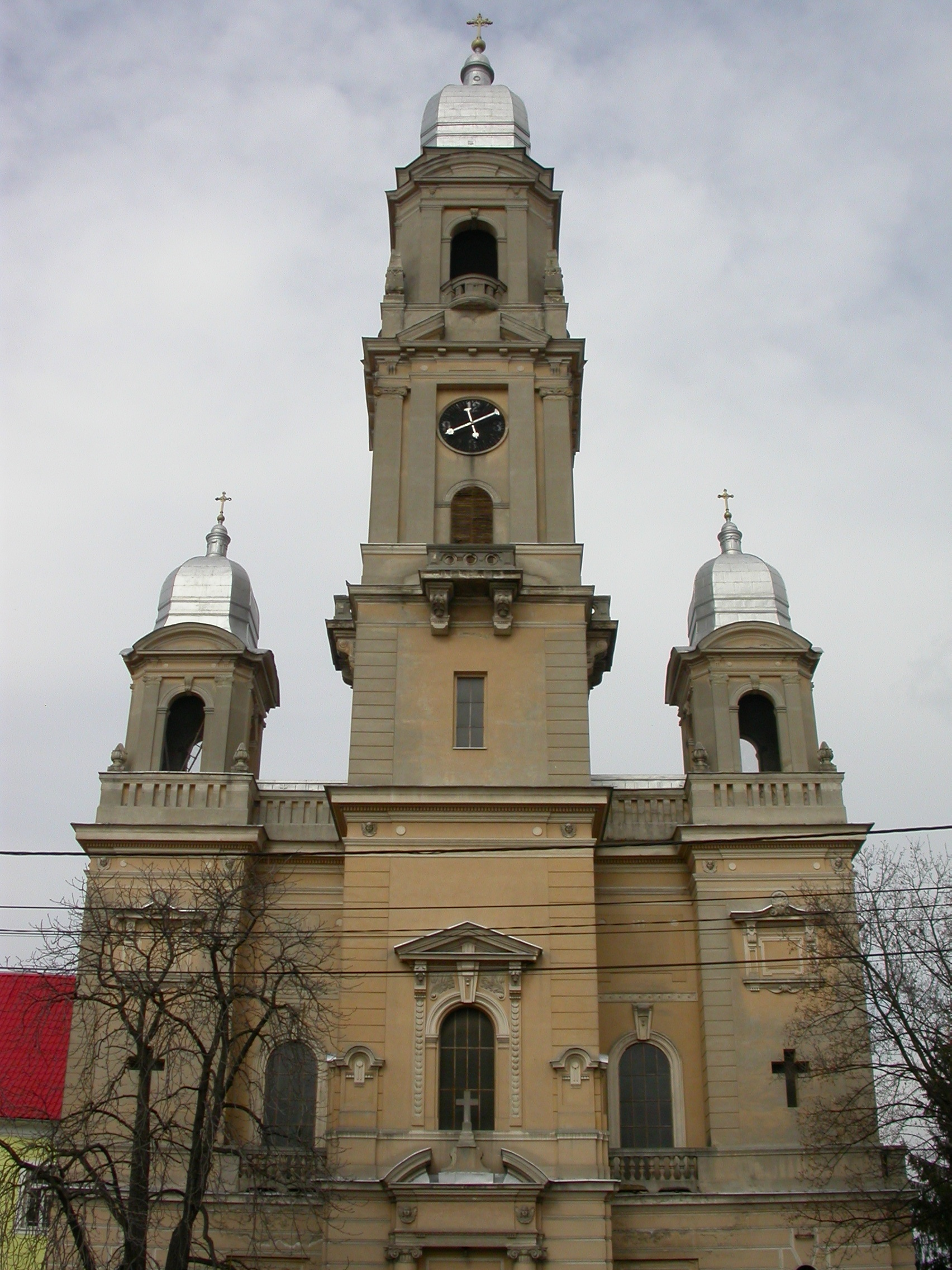
Barátok temploma
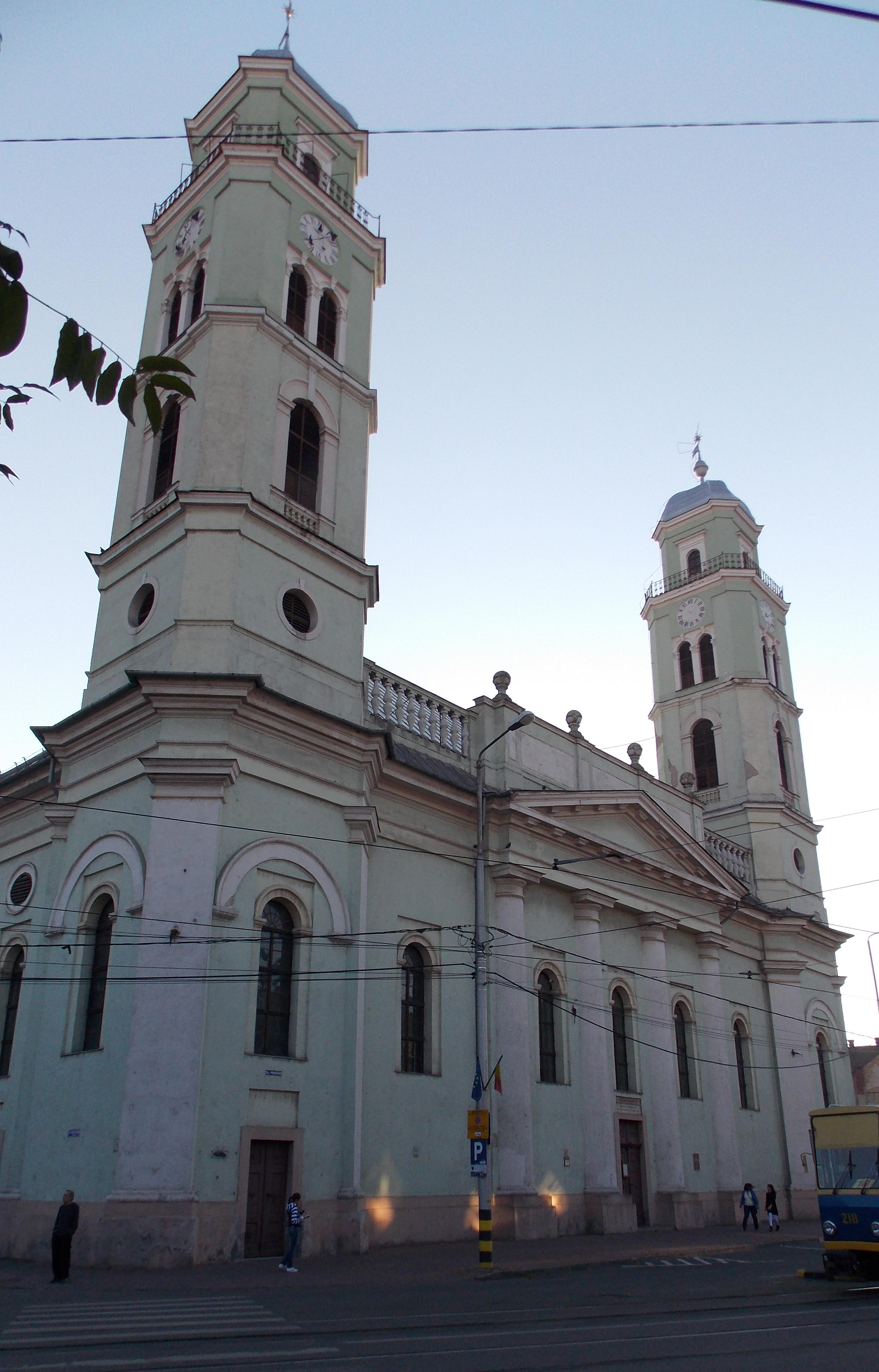
Újvárosi református templom
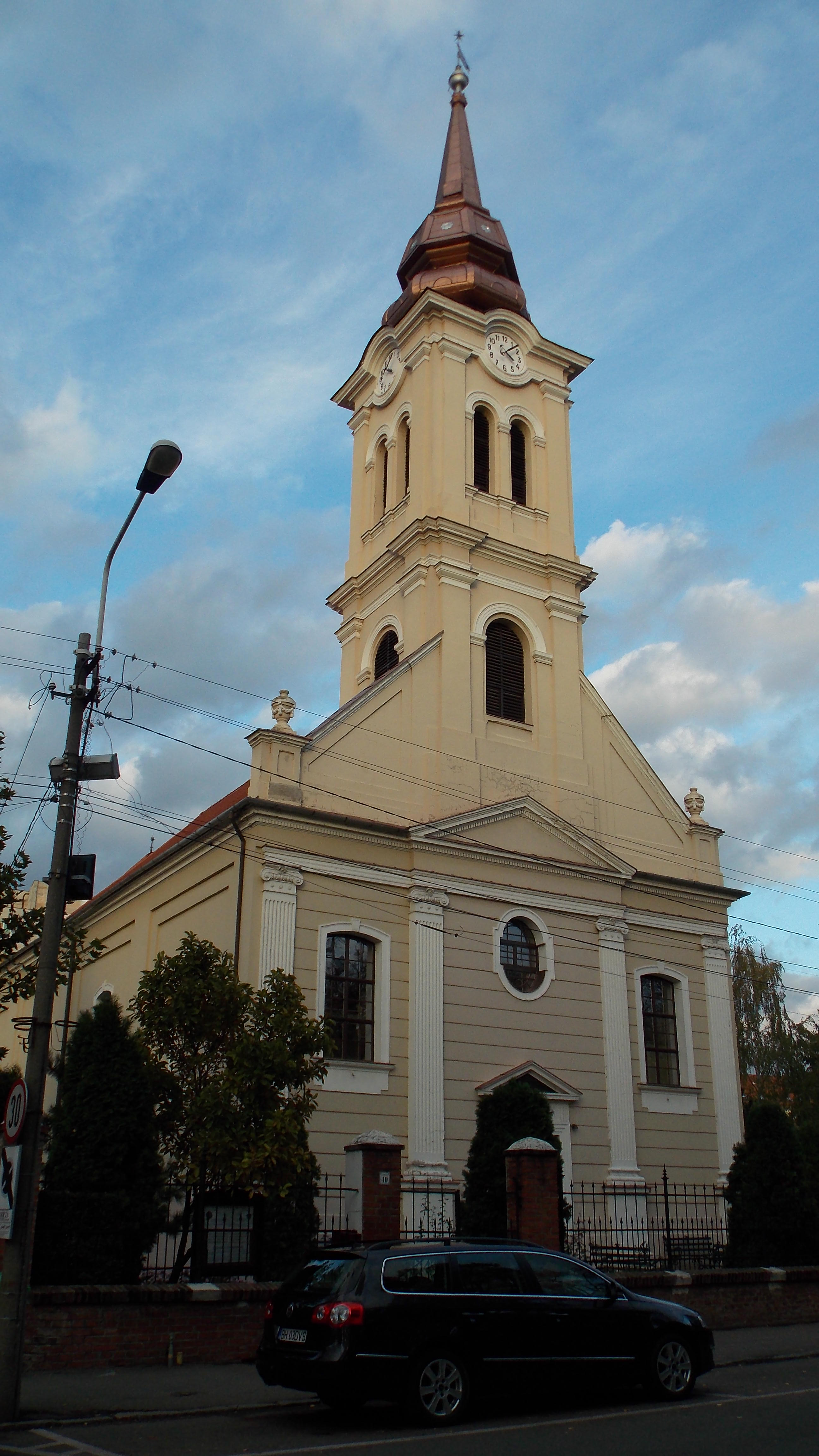
Olaszi református templom
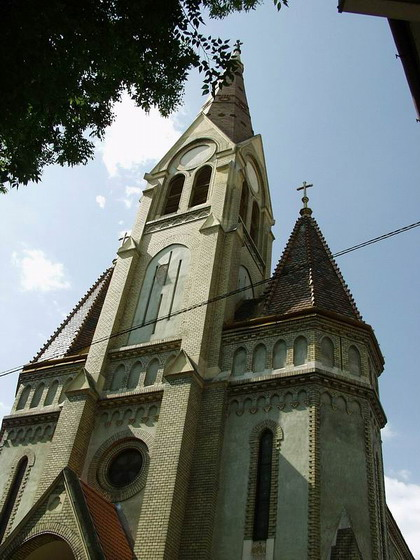
Evangélikus-lutheránus templom
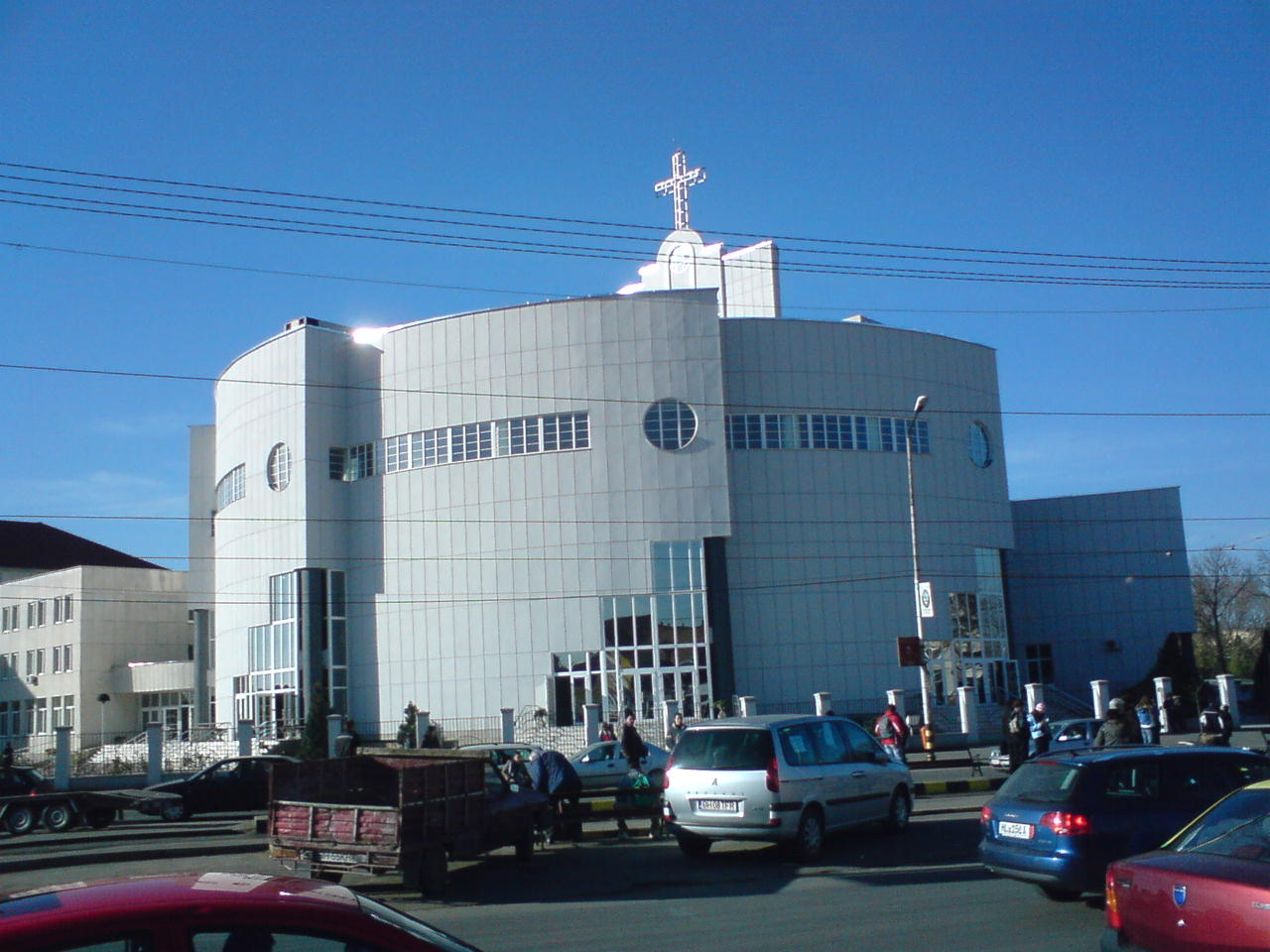
Emanuel II. baptista templom
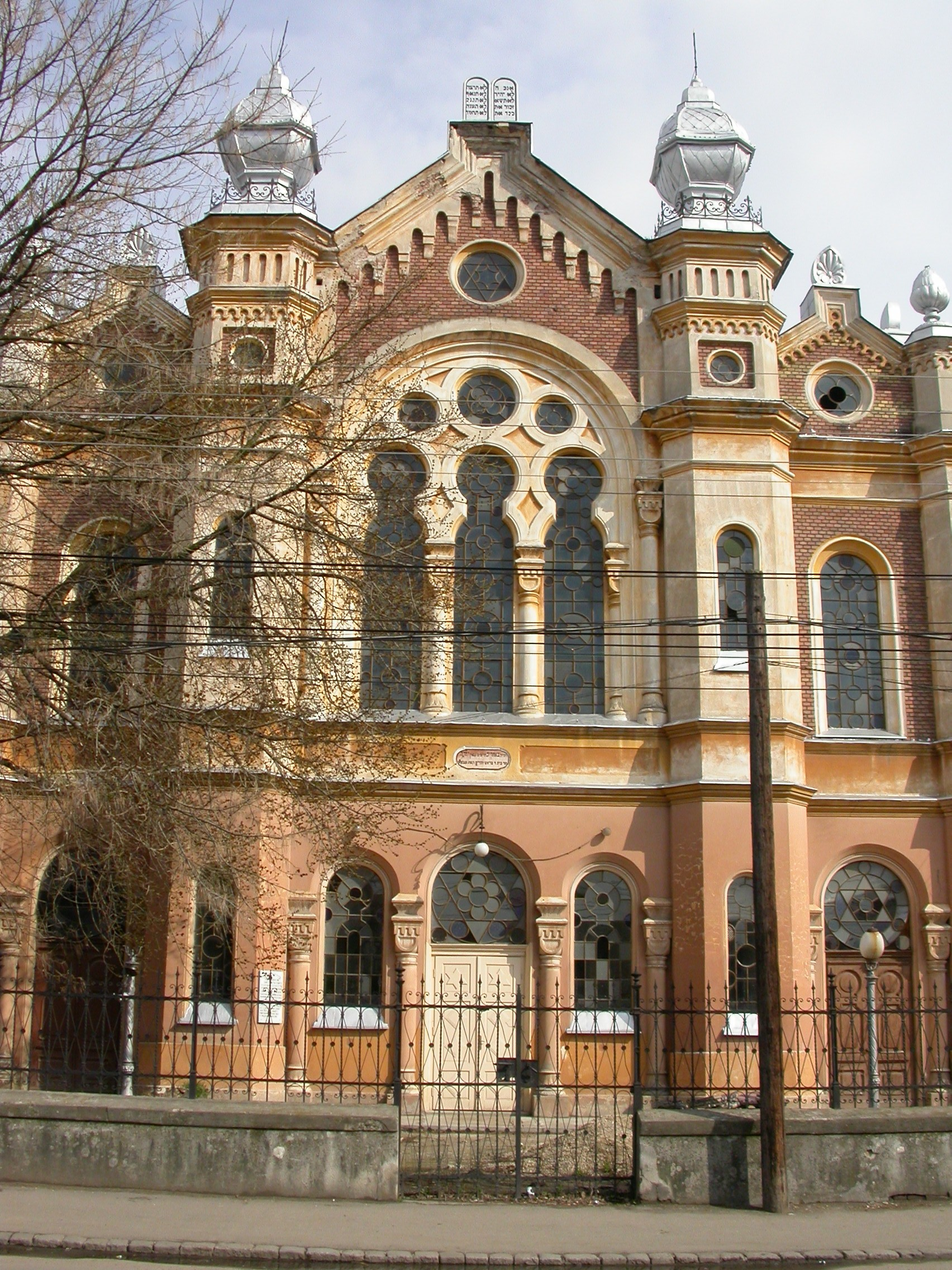
Ortodox zsinagóga
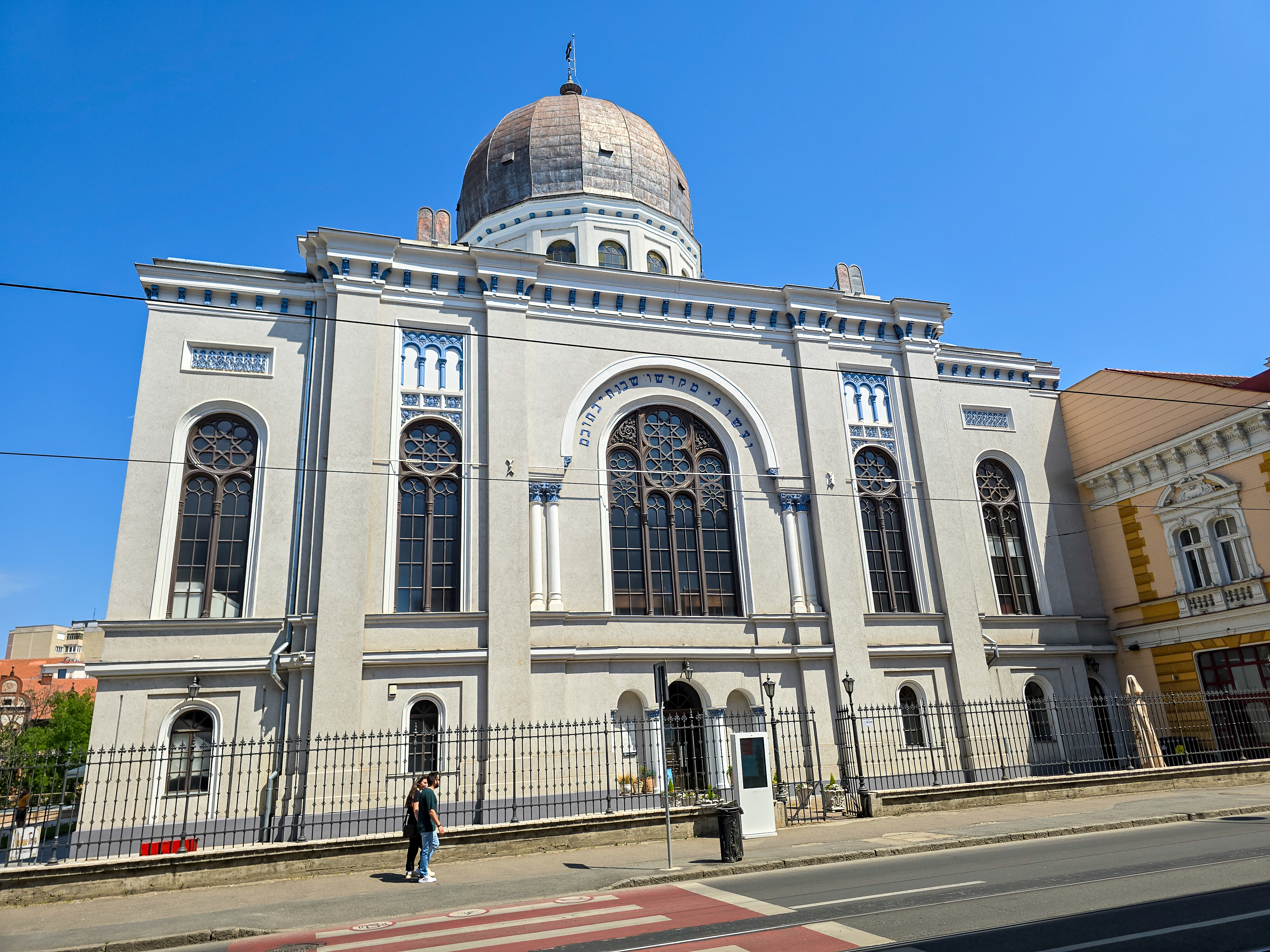
Nagyváradi neológ zsinagóga
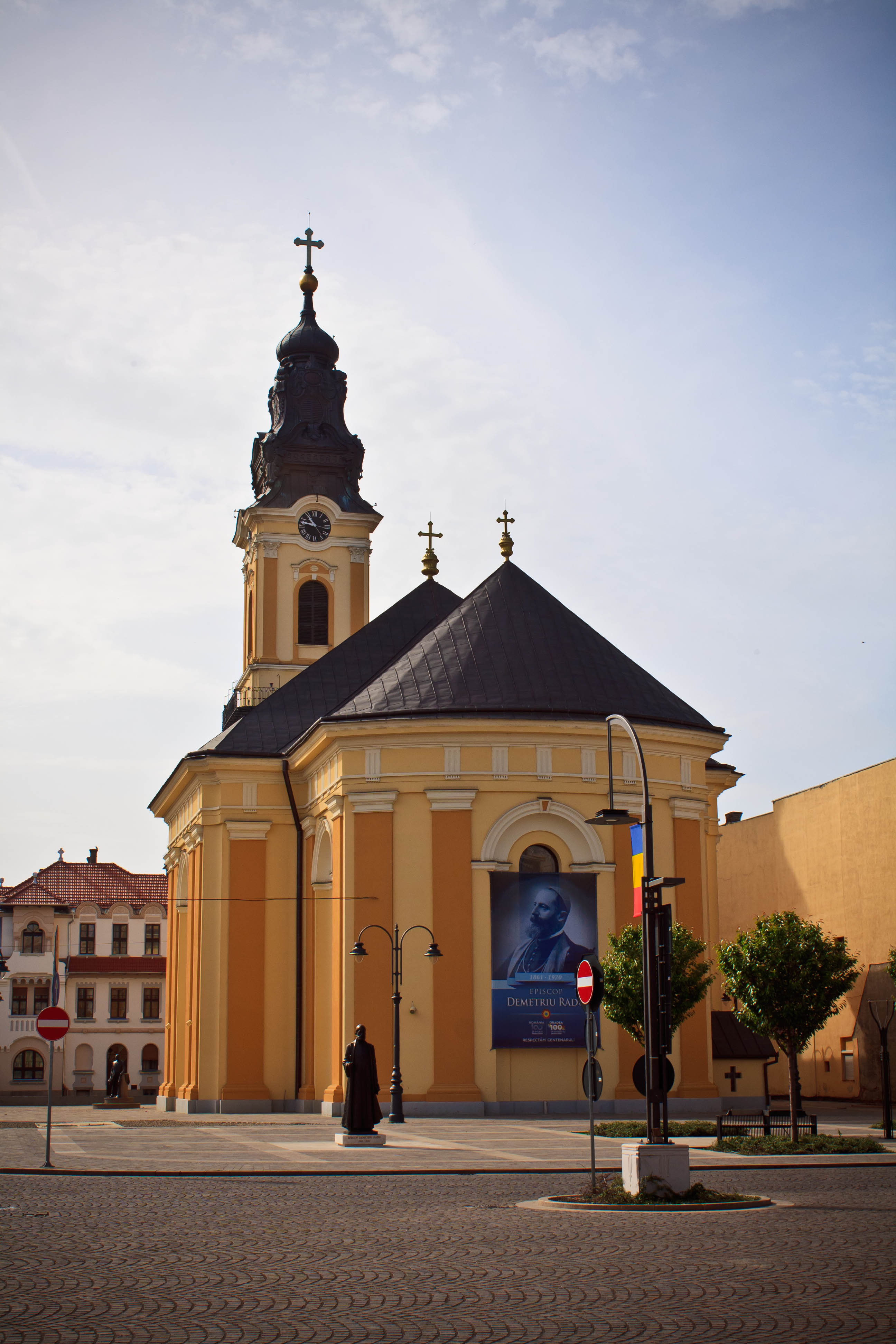
Szent Miklós görögkatolikus templom
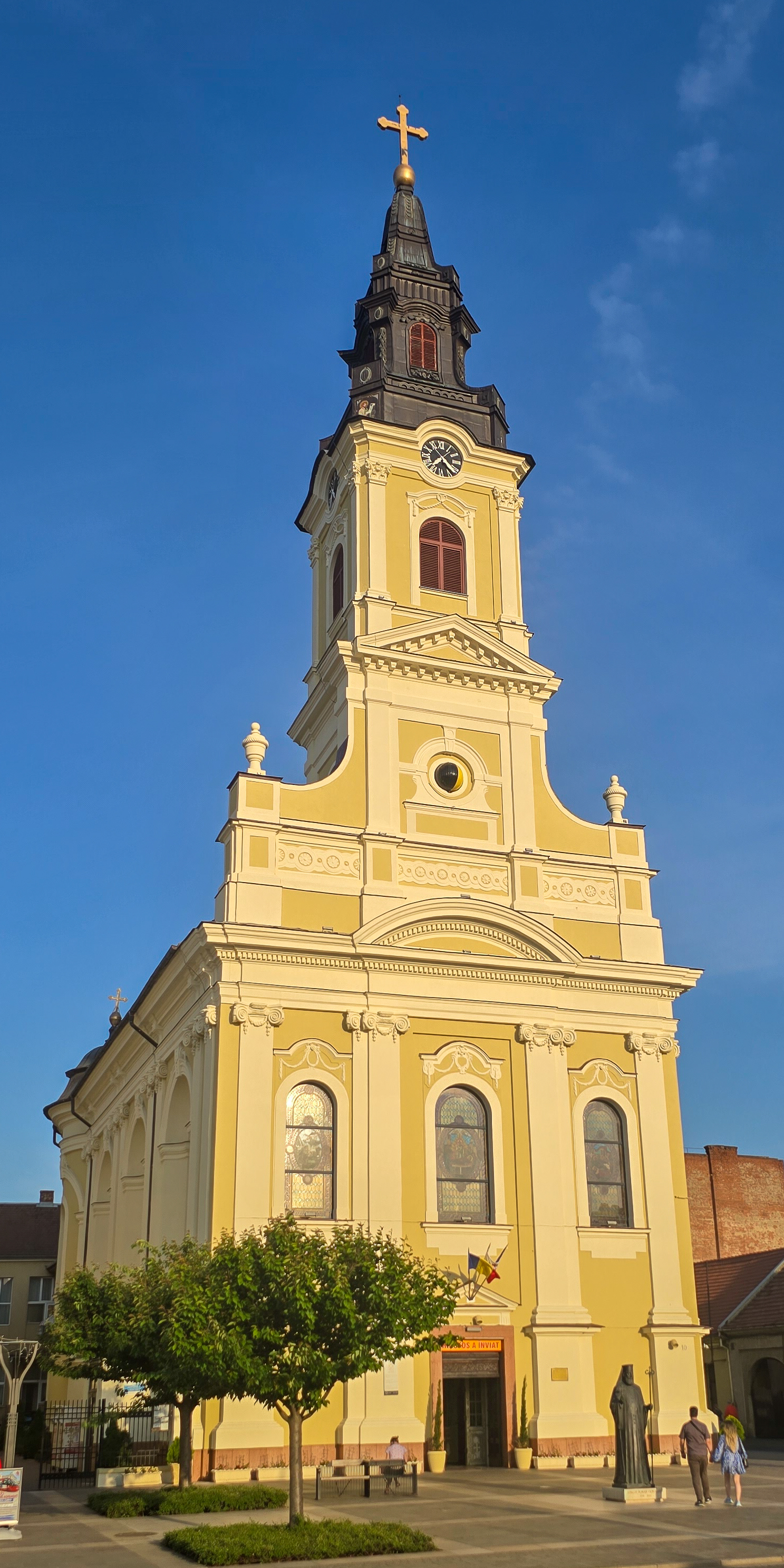
Holdas templom